# Кузманый, Карол
Кароль Кузманый (словац. Karol Kuzmány; 16 ноября 1806, Брезно — 14 августа 1866, Штубньянске-Теплице) — словацкий литератор-патриот. Вице-президент Словацкой матицы (1863—1866). Был словацким лютеранским пастором, писателем и теологом Венгерского королевства, специализирующимся на философии и эстетике.

## Биография
Кароль Кузманый родился в то время, когда Словакия уже много веков являлась частью Венгерского королевства. Окончил гимназию в Добшине и университет в Йене (где тогда училось много словаков). Из профессоров на Кузманого особое впечатление произвёл немецкий философ, физик и математик Якоб Фриз. Он учился в Йенском университете в Германии между 1828 и 1829 годами.
Став в 1829 году евангелическо-лютеранским пастором, Кузманый активно включился и в политические дела словаков, много писал для народа, в 1836—38 годах издавал на чешском языке в Банской Быстрице журнал «Hronka», в котором впервые был опубликован трактат Яна Коллара о Славянской общности.
Кузманый писал как по-чешски, так и по-словацки. Его стихотворение «Kto za pravdu bori» стало народной песней.
Когда в 1848 году Лайош Кошут и другие венгерские революционеры взяли курс на административную централизацию Венгрии и тотальную мадьяризацию национальных меньшинств, — Кузманый встал на сторону Габсбургов, рассматривая оных как относительно меньшее зло. В 1849—1860 годах Кароль Кузманый состоял профессором богословия на Лютеранским факультете Венского университета.
Похоронен на Народном кладбище в городе Мартин (Словакия).

## Избранные сочинения
- Dwé kázné… — Beszterczebánya, 1832.
- Was ist das Leben? Was ist der Tod? im Glanze der Auferstehung Jesu betrachtet, beachtet in einer Predigt am heil. Ostertage des Jahres. — 1834.
- Truchloreč pŕi swečenj počesnosti smrti geho gasnosti cis. kral. nasseho nekdy neymilostiwěgssjho kraginy otce a pana, Frantiska I.[11] držaná w chrámč cjrkwe ew. B. Bistŕičké dne 22 bŕezna 1835.
- Modlitby, k naboznému wzdéláný werjecjh krestanu w wjŕe w lásce, w. nadegi… — 1835.
- Obrácenj predků naśśích stalo se působenim ducha swatehó. Kazen… — 1836.
- Duhowny ŕeči dŕané w chrámě cjrkwe ev. a. w. B. Bystrické pŕi gegjm auŕadnjn prěhljženj skrze dustogného a wysoce učeného muže pana Jana Seberinyho… — 1837.
- O požehnaném působenj prawého swěcenj dne Krále. — 1837.
- Ewangelický funebrál… — 1838. (переиздания — 1839 и 1840 гг.)
- Dr. Luther Márton élete rövid egyháztörténeti bevezetéssel. Pest, 1840. (2-е изд. — 1842)
- Pŕijprawa konfirmantu evanjeličkych. — Beszterczebánya, 1843.
- Kázen o skutocnej wdacnosti za práwa a slobodi z dieti 1847-48. sedljactvu widanje… — 1848.